# Acorn Phoebe
El Phoebe 2100 (o Risc PC 2) iba a ser la siguiente generación de ordenadores de la gama Risc PC de Acorn Computers, y se pensaba lanzar a finales de 1998. El 17 de septiembre de 1998, Acorn anuncia el fin de su división de workstations (responsable de los ordenadores con sistema operativo RISC OS) y canceló el Phoebe, a pesar de miles de órdenes de prelanzamiento.
Solo se completaron dos prototipos y existen en la red imágenes de ambos funcionando.

## Especificaciones[2]
- CPU: Intel StrongARM SA110 Revision S a 233 MHz con soporte de múltiples CPUs en placas hijas (aunque no soportado por RISC OS). Se mostraron equipos a 300 MHz y se esperaban a 360 MHz.
- GPU:  VIDC20 Revision R
- RAM: hasta 512 MiB de SDRAM
- VRAM: 4 MiB EDO a 200 MHz
- Carcasa: caja tipo torre NLX de un característico color amarillo (con dos acabados, uno mate y el otro brillante en el plástico) con el frontal curvo con una bahía de 3,5 externa ocupada por la unidad de disquete (puede reemplazarse por una Iomega Zip), al menos una interna de 3,5 y tres bahías de 5,25 externas, una ocupada por la unidad de CD-ROM slot-in, dos con tapas basculantes protectoras. Diseñada por los diseñadores del Imoega ZIP[1]
- Fuente de alimentación: de 230 Vatios
- Teclado QWERTY de 103 teclas con conector PS/2
- Monitor: conector DE-15 VGA con un máximo de 1280 x 1024 píxeles y 32,000 colores
- Placa madre: en formato NLX con la placa hija actualizable
  - Cuatro dispositivos EIDE (de serie con un disco duro de 6,4 GB)
  - Un conector de unidad de disquete
  - Chipset: IOMD2 (controlador de entrada/salida);  VIDC20 Revision R (chip de vídeo); SMC37672 (evolución del SMC37665 Super I/O); PLX Technology PCI9080 (puente PCI)
  - Front Side Bus a 64 MHz
  - Dos puertos serie
  - Un puerto paralelo
  - Un Puerto de juegos DA-15 tipo PC
  - Cuatro ranuras de ampliación PCI
  - Tres conectores de ampliación Acorn
  - Dos puertos PS/2 de teclado y ratón
- Soporte:
  - Unidad de CD-ROM slot-in
  - Unidad de disquete de 3,5 y alta densidad
  - Iomega Zip IDE (sustituyendo al disquete)
  - Disco duro
- Sistema operativo: RISC OS 4, que iba a ser actualizado por Acorn. Una versión beta, 3.8, se liberó a los desarrolladores, y finalmente se convirtió en el código en que se basó el RISC OS 4 de RISCOS Ltd y el RISC OS 5 de Castle Technology.

Desde entonces, algunas otras empresas han creado máquinas compatibles, como el Iyonix PC.

## Desarrollo
En noviembre de 1996, se inició el diseño de lo que se convertiría en el Phoebe 2100. El diseño tuvo en cuenta una serie de debilidades percibidas en el diseño del Risc PC, como una arquitectura de memoria lenta, limitada capacidad de entrada/salida, expansión limitada, y no adherirse a los estándares del sector. Para superar estas debilidades se fijaron una serie de objetivos de diseño. Aprovechar todo el potencial de la CPU StrongARM, soporte de múltiples procesadores, añadir soporte de tarjetas de ampliación PCI, ofrecer los mejores gráficos posibles, ejecutar las aplicaciones OS RISC existentes y proporcionarlas una funcionalidad mejorada. Inicialmente se fija también el utilizar la misma caja de los Risc PC, pero se abandonó debido a los requisitos de suministro de energía y problemas de interferencias eléctricas.
Para prever estas nuevas capacidades Acorn tenía que diseñar dos nuevos chips de soporte para el sistema;
- VIDC20R: una nueva revisión del chip de vídeo VIDC20 utilizado en el Risc PC. Se pasa a tecnología de 600 nanómetros, con lo que se obtiene el doble de rendimiento y al ser lógicamente el mismo chip se garantiza la compatibilidad del software.[3][4]

- IOMD2: el nuevo chip de entrada/salida tuvo que soportar múltiples procesadores, incluido el paso de mensajes y múltiples bus mastering, siendo fabricado con tecnología de 350 nanómetros. A lo largo del desarrollo y creación de prototipos de la IOMD2 se usó una FPGA mayor.[3]

Durante 1997 y 1998 Acorn usó regularmente prototipos y maquetas hardware en varias ferias de computadoras Acorn, incluyendo el Acorn World de octubre de 1997, Wakefield Acorn Spring Show de mayo de 1998 y el Acorn Southeast Show de junio de 1998.
En mayo de 1998 Acorn comenzó a ofrecer a sus Registered Developer la oportunidad de pre-ordenar un prototipo de prelanzamiento para pruebas y desarrollo, a un precio de 950 £ (sin IVA ) un importante descuento sobre el precio público  de 1.500 £ (sin IVA) publicado en junio.
El 15 de septiembre de 1998, la primera placa madre del Phoebe 2100 con chips IOMD2 (en lugar de FPGA) se enciende. Alcanza con facilidad los 64 MHz del front side bus, y también se observó el desempeño mejorado del chip de vídeo; sin embargo, se reportaron varios errores en el sonido DMA y se observó la inestabilidad del sistema general. Como tales, no hay prototipos entregables a los Registered Developer.
Dos días más tarde, el 17 de septiembre de 1998, se canceló el desarrollo de Phoebe 2100.
Se esperaba que el Desarrollo costara 2.100.000 £.

## Sistema operativo
Durante los años posteriores al lanzamiento del Risc PC, Acorn había discutido el uso de una alternativa a RISC OS como su próximo sistema operativo, utilizando TAOS o escribir su propio sistema operativo basado en microkernel, Galileo. Sin embargo, para el lanzamiento del Phoebe 2100 se desarrolla una versión mejorada de RISC OS, llamado RISC OS 4 (con nombre en código Ursula). RISC OS no soportaba las múltiples tarjetas de procesador secundario que se habían incluido en la especificación hardware del Phoebe 2100.
RISC OS 4 tuvo que soporta el nuevo hardware del Phoebe 2100 que no estaba presente en los anteriores equipos Acorn:
- Cuatro ranuras de ampliación PCI[11]
- Soporte para múltiples puertos serie[12]
- Puerto de juegos DA-15 tipo PC, soportando joystick[13] y MIDI[14]

Además varias características nuevas iban a ser añadido al núcleo de RISC OS:
- Un mejor sistema de archivos, aumentando el número de elementos en el directorio de 77 a aproximadamente 88.000 y el aumento de la longitud máxima de un nombre de archivo de 10 caracteres a 255[3][15]
- Una utilidad de configuración del sistema basado en plugins.[16]
- Una nueva API de salvapantallas[17]
- Un gestor de ventanas mejorado[18]
- Una aplicación de ayuda interactiva actualizada[19]
- Un conjunto de iconos rediseñado

Para preparar a los desarrolladores para los cambios en el sistema operativo, Acorn lanza a los miembros de su programa Registered Developer RISC OS 3.80, diseñado para cargar en la generación anterior de Risc PC y el Acorn A7000. Esto permitiría a los desarrolladores probar que su software sea compatible con Phoebe 2100, siempre que no se requiere ninguna de las nuevas características de hardware. RISC OS 3.80 era limitado, sólo corrió sobre equipos Risc PC ARM6 y ARM7 y no sobre los basados en StrongARM (ARM4). Las pruebas de compatibilidad de hardware tendría que esperar hasta que una tirada inicial de 100 o más máquinas de preproducción se pusiera a disposición  de los Registered Developers.

## Nombres Código
El proyecto Phoebe 2100 utiliza una serie de nombres inspirados en los personajes de la serie de TV Friends para referirse a los componentes:
- Phoebe - La máquina en sí, nombre adoptado para el lanzamiento como Phoebe 2100
- Ursula - El sistema operativo, RISC OS 4, list para funcionar
- Chandler - El chip IOMD2
- Rachel - Tarjeta del procesador
- Monica - PCI Bridge

## Cancelación
El 17 de septiembre de 1998, Acorn terminó una revisión de su negocio y decidió cerrar la División de estaciones de trabajo, el departamento de desarrollo de Phoebe 2100, y todo el trabajo se detuvo.
El Director ejecutivo de Acorn Computers, Stan Boland dijo "No hay un mercado lo suficientemente grande para el PC (Risc PC 2), que es en gran parte para uso en el hogar y juegos. Es producto de un entusiasta. Vamos a cambiar el tamaño del resto de la compañía y concentrarnos en convertirla en empresa de clientes ligeros y TV digital", y Computerworld Online News informó de un portavoz de Acorn diciendo "El problema fue que habría tenido un coste al por menor alrededor de dos veces el de un PC comparable".
Después de la cancelación salió a la luz que solo se habían formalizado entre 150 a 300 pre-pedidos.

## Consecuencias
A raíz de la cancelación del Phoebe 2100 y el cambio de orientación de Acorn Computers de la informática general al desarrollo de decodificadores de televisión y desarrollo de chips de DSP hubo varios intentos para resucitar una parte o todo el hardware Phoebe 2100 o el desarrollo de  RISC OS 4.
De éstos, el único grupo exitoso fue el Steering Group que después de haberse interesado inicialmente en el lanzamiento del Phoebe 2100, se dio cuenta de que sería financieramente prohibitivo y se dedicó a la creación de una nueva empresa RISCOS Ltd. En marzo de 1999 RISCOS Ltd negoció una licencia con Element 14, la recientemente renombrada Acorn Computers, y se dedicó a terminar el desarrollo de RISC OS 4. En julio de 1999 RISCOS Ltd lanzó RISC OS 4 para el público, soportando los Acorn Risc PC y A7000/+.
Además, después de la cancelación unas 400 de las cajas amarillas fueron vendidas por CTA Direct, a veces incluyendo un compatible IBM PC NLX.
El único Phoebe 2100 funcionando que se conoce es mostrado en la exposición permanente del The Centre for Computing History en Cambridge, Reino Unido.